# Adrian Ursache
Adrian Virgil Ursache (* 1. November 1974 in Rumänien) ist ein deutscher Aktivist der Reichsbürgerbewegung. Er wurde 1998 zum Mister Germany gewählt, war anschließend als Unternehmer tätig und wandte sich 2014 der Reichsbürgerbewegung zu. 2016 verletzte er bei einem Schusswechsel einen Polizisten, wofür er 2019 wegen versuchten Mordes zu einer Freiheitsstrafe von sieben Jahren verurteilt wurde. 2024 wurde er aus der Haft entlassen.

## Leben
Adrian Ursache begann in Câmpulung Moldovenesc eine Ausbildung zum Kfz-Mechaniker und setzte diese in Deutschland fort. Anschließend leistete er 1997 und 1998 in Berlin seinen Zivildienst durch die Betreuung Schwerbehinderter ab. 1998 wurde er dort zum „Mister Germany“ gewählt. In dieser Zeit konvertierte Ursache zum Islam, um seine damalige Verlobte Yasemin Mansoor, eine ehemalige Miss Germany, heiraten zu können.
Später absolvierte Adrian Ursache an der Hochschule Anhalt ein Studium der Fachrichtung International Trade, das er als Executive Master of Business Administration abschloss. Nach dem Studium arbeitete er im Vertrieb verschiedener Mobilfunkunternehmen. Anschließend stieg er als Gesellschafter und Investor in die Solarbranche ein und gründete später die Dima Da Energie GmbH.
2003 heiratete Ursache die Schönheitskönigin Sandra Hoffmann. Aus der Ehe gingen zwei Söhne hervor. 2019 berichtete die Bild-Zeitung, dass sich das Paar getrennt habe.

## Eskalierte Zwangsräumung
Im Jahr 2014 gründete Adrian Ursache auf seinem und dem Grundstück seiner Schwiegereltern in Reuden den Scheinstaat „Ur“ und machte sich damit die Ideologie der Reichsbürgerbewegung zu eigen. Ursache selbst bestreitet allerdings, ein „Reichsbürger“ zu sein. Weil er sich weigerte, einer Vielzahl an staatlichen und privaten Zahlungsaufforderungen in Höhe von insgesamt rund 150.000 Euro nachzukommen, wurde sein Grundstück zwangsversteigert. Den wiederholten Aufforderungen zur Räumung des Geländes kam er nicht nach. Deswegen beantragte der neue Eigentümer beim Amtsgericht Zeitz die Zwangsräumung.
In der Folge wurde die Räumung des Grundstücks durch einen Gerichtsvollzieher angesetzt. Eine Woche vor der Zwangsräumung stellte Ursache ein Video ins Internet, in dem er persönliche Daten des Gerichtsvollziehers preisgab und damit drohte „jeden abzuschlachten“, der es wagen sollte, seinen Staat zum Zwecke der Zwangsräumung zu betreten. Der Gerichtsvollzieher stand daraufhin unter Polizeischutz.
Nachdem ein erster Räumungsversuch am Vortag gescheitert war, weil sich Dutzende Sympathisanten und Familienangehörige Ursaches auf dem Grundstück versammelt hatten, leistete die Polizei Sachsen-Anhalt den Vollzugsbeamten Amtshilfe und rückte am 25. August 2016 mit zwei Hundertschaften nach Reuden aus, darunter ein Spezialeinsatzkommando. Bei der Räumung kam es zu einem Schusswechsel. Adrian Ursache schoss mit einem Revolver einem Beamten ins Gesicht. Das Geschoss prallte an dessen Helmvisier ab und verletzte den Polizisten am Hals. Ursache wurde niedergeschossen und schwer verletzt ins Universitätsklinikum Leipzig geflogen. Einer Polizeisprecherin zufolge wurden Polizisten von den Anhängern Ursaches unter anderem mit Pflastersteinen beworfen. Zu seinen Unterstützern gehörte damals auch Wolfgang Plan, der wenig später bei einem Polizeieinsatz in seinem Haus in Georgensgmünd einen SEK-Beamten erschoss.

## Prozess
Die Staatsanwaltschaft ermittelte gegen Ursache zunächst wegen versuchten Totschlags und erhob gegen ihn im April 2017 Anklage wegen versuchten Mordes in Tateinheit mit gefährlicher Körperverletzung, Widerstand gegen Vollstreckungsbeamte sowie Verstößen gegen das Waffengesetz. Die Ermittlungen dazu, wer den ersten Schuss abgegeben hat, waren zu diesem Zeitpunkt noch nicht abgeschlossen.
Das Verfahren wegen versuchten Mordes wurde am 9. Oktober 2017 vor dem Landgericht Halle eröffnet. Nachdem Ursache unaufhörlich die Verhandlung gestört hatte, forderte der vorsitzende Richter ein psychiatrisches Gutachten durch einen anwesenden Sachverständigen an, um dessen Verhandlungsfähigkeit zu klären. Im Verlauf des Prozesses trat der Anwalt Martin Kohlmann als dritter Verteidiger Ursaches den beiden Pflichtverteidigern hinzu. Am 17. April 2019 wurde Ursache wegen versuchten Mordes, Körperverletzung, Widerstandes gegen Vollstreckungsbeamte sowie unerlaubten Besitzes einer Schusswaffe und Munition zu einer Freiheitsstrafe von sieben Jahren verurteilt. Die Revision wurde am 7. Mai 2020 vom Bundesgerichtshof verworfen. Das Urteil ist somit rechtskräftig.
Am 2. September 2024 wurde er aus der Haft entlassen. Er soll daraufhin laut Behördenkreisen versucht haben, in die Schweiz zu reisen, was ihm untersagt war. Schweizer Beamte hätten ihn nach Vorwarnung durch deutsche Kollegen gestoppt und zurück nach Deutschland geschickt. Bekannt ist, dass seine Mutter in der Schweiz wohnt. Da er als Gefährder gilt, sind polizeiliche Überwachungsmaßnahmen gegen ihn eingeleitet worden. Er muss zunächst eine elektronische Fußfessel tragen.

## Fernsehauftritte
- 2001: Mittwochs live
- 2008: We Are Family! So lebt Deutschland